# ESPN (Países Bajos)
ESPN es un grupo de canales de televisión por suscripción neerlandés con temática deportiva, propiedad de ESPN Inc., una empresa conjunta entre The Walt Disney Company (que posee una participación de control del 80 %) y Hearst Communications (que posee el 20% restante y es operado por Eredivisie Media & Marketing CV en el que The Walt Disney Company (Benelux) BV tiene el 51% de propiedad. ESPN se lanzó como Fox Sports el 1 de agosto de 2013, comprando el servicio Eredivisie Live de la Dutch Football League. El 31 de diciembre de 2020, pasó a llamarse ESPN tras la adquisición de 21st Century Fox en 2019. ESPN ofrece 4 canales HD y 1 canal Ultra HD, servicios de video bajo demanda y la aplicación ESPN. Su principal competidor es el servicio de televisión premium holandés Ziggo Sport Totaal.

## Historia
Se lanzó como Eredivisie Live al comienzo de la temporada 2008-09 el 29 de agosto de 2008.  Los mejores momentos de la Eredivisie se pueden ver en la cadena pública nacional NOS.
El equipo de expertos incluye a Jan van Halst, Mario Been y Pierre van Hooijdonk. Gary Lineker proporciona un análisis semanal de los partidos, que se puede ver en el sitio web de Eredivisie Live. El sitio web también ofrece partidos pay-per-view.
Entre las temporadas 2009-10 y 2012-13, Eredivisie Live transmitió la UEFA Europa League en vivo los jueves. De 2013 a 2014, la cobertura cambió al servicio hermano Fox Sports International para partidos de clubes no neerlandeses.
En agosto de 2013, Eredivisie Media & Marketing CV estableció otros dos canales que incluían a Fox Sports International mientras que Eredivisie Live fue rebautizado como Fox Sports Eredivisie el 1 de agosto de 2013.
El 20 de marzo de 2019, The Walt Disney Company adquirió 21st Century Fox, incluidos Fox Networks Group Benelux y la participación del 51 % del canal Fox. Desde julio de 2019 Fox Sports es parte del paquete básico del proveedor KPN. El 1 de octubre de 2020, se anunció que las redes cambiarían su nombre a ESPN el 31 de diciembre de 2020, debido a la adquisición de 21st Century Fox por parte de Disney.
El número de canales de televisión lineales se redujo a 4 el 2 de agosto de 2021. ESPN Ultra HD se lanzó el 2 de agosto de 2021, durante la Johan Cruijff Schaal. Este también fue el último partido de Evert ten Napel como comentarista de ESPN.
El 6 de febrero de 2024 se anunció que, por primera vez y con efecto inmediato, todos los partidos de la Keuken Kampioen Divisie y Vrouwen Eredivisie se podrían ver en vivo para los suscriptores de ESPN, con 2 partidos de la Keuken Kampioen Divisie el viernes en televisión lineal y el resto solo para poder verse en línea por ESPN Extra (al que se puede acceder solo con ESPN Watch).

## Canales
- ESPN
- ESPN 2
- ESPN 3
- ESPN 4
- ESPN Ultra HD
- ESPN Watch (Aplicación digital para suscriptores)

## Programación
La cadena emite eventos de diversos deportes como la Eredivisie, KNVB Cup, Eerste Divisie, Vrouwen Eredivisie, Supercopa de los Países Bajos, Copa Libertadores, Copa Sudamericana, Recopa Sudamericana, Copa Oro de la CONCACAF, CONCACAF Champions Cup, National Football League, las competiciones de la NCAA, USFL, Major League Baseball, National Basketball Association y National Hockey League.